# 王爱召镇
王爱召镇是中华人民共和国内蒙古自治区鄂尔多斯市达拉特旗下辖的一个镇。

## 行政区划
王爱召镇下辖以下村级行政区划单位：
杨家圪堵村、生成永村、三座茅庵村、南红桥村、新和村、王爱召村、西社村、东兴村、新民堡村、小淖村、德胜泰村、新城村、得胜营子村、大淖村、裕太奎村、黄牛营子村、三份子村、宋五营子村、杨家营子村和榆林子村。